# Troides hypolitus
Troides hypolitus är en fjärilsart som först beskrevs av Pieter Cramer 1775.  Troides hypolitus ingår i släktet Troides och familjen riddarfjärilar. Inga underarter finns listade i Catalogue of Life.

## Bildgalleri

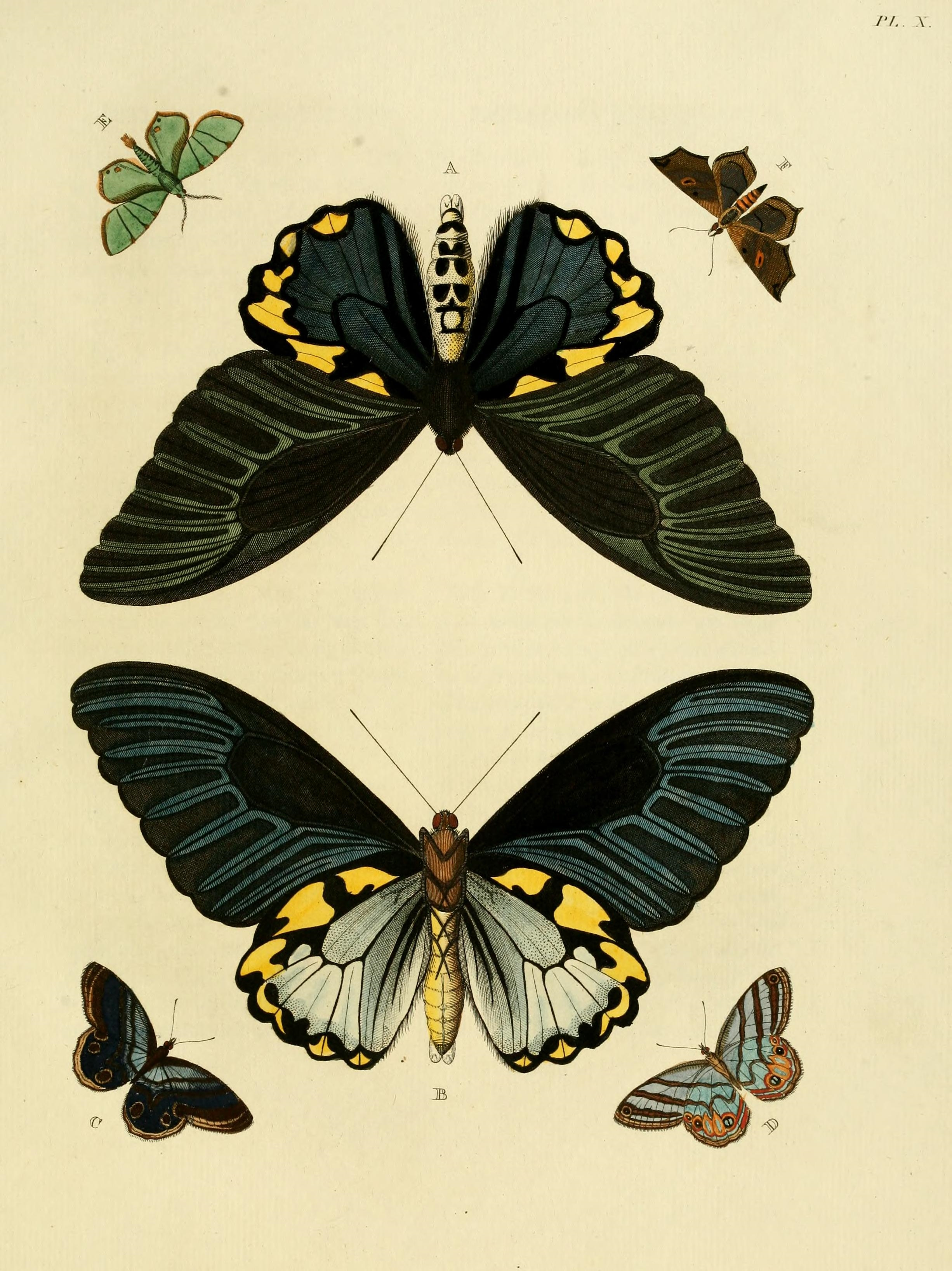
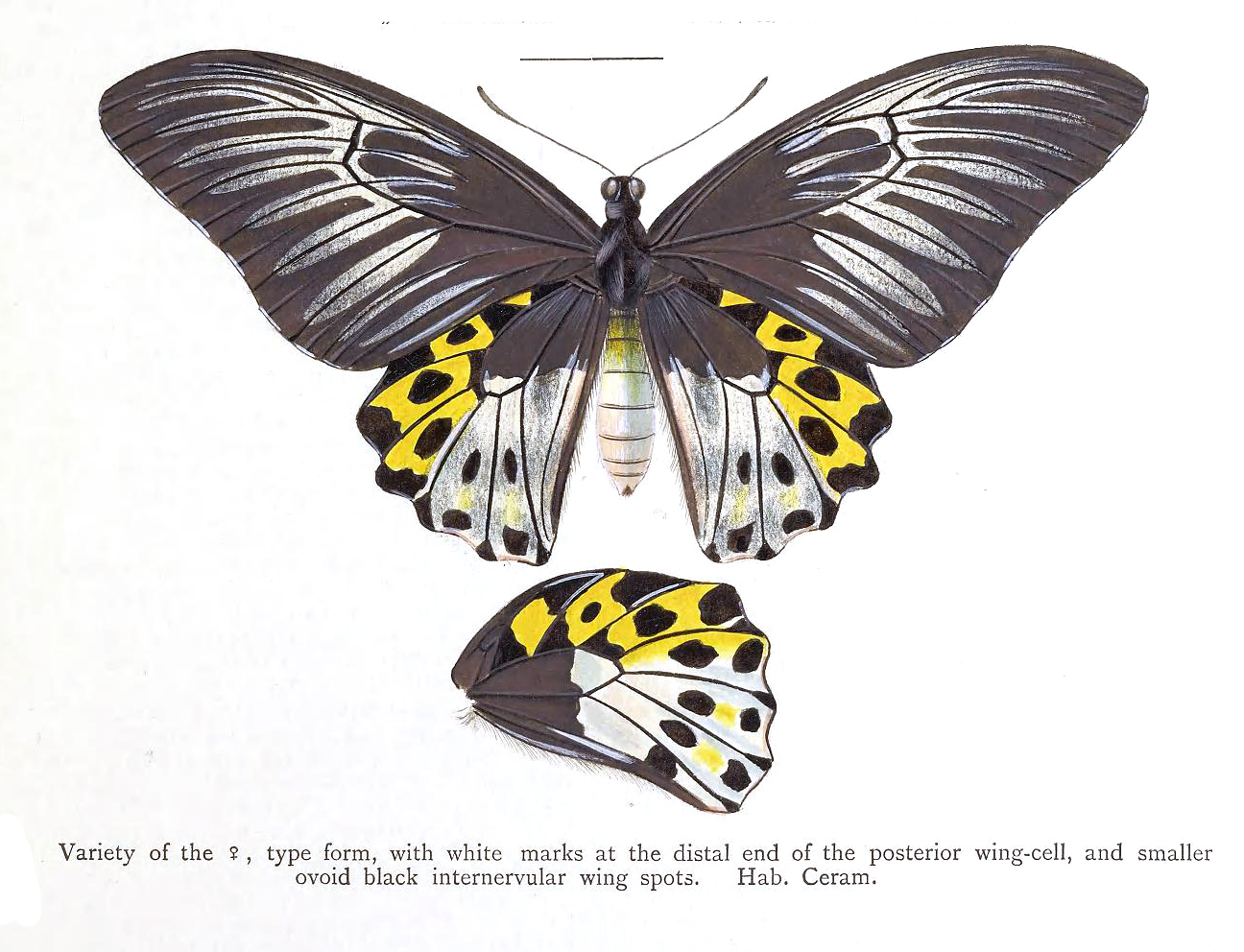